# Lista över fornlämningar i Gotlands kommun (Lummelunda)
Lista över fornlämningar i Gotlands kommun (Lummelunda) är en förteckning av ett urval av de fornlämningar som finns i Lummelunda i Gotlands kommun.
| Namn             | Lämningstyp                      | Tillkomsttid | Historisk indelning | Plats | Läge                 | ID-nr          | Bild                                      |
| ---------------- | -------------------------------- | ------------ | ------------------- | ----- | -------------------- | -------------- | ----------------------------------------- |
| Lummelunda 2:1   | Gravfält                         |              | Lummelunda, Gotland |       | 57.758964, 18.414007 | 10094900020001 | Ladda upp en bild av detta fornminne      |
| Lummelunda 2:2   | Stensättning                     |              | Lummelunda, Gotland |       | 57.758737, 18.413447 | 10094900020002 | Ladda upp en bild av detta fornminne      |
| Lummelunda 3:1   | Gravfält                         |              | Lummelunda, Gotland |       | 57.754838, 18.412213 | 10094900030001 | Ladda upp en bild av detta fornminne      |
| Lummelunda 6:1   | Gravfält                         |              | Lummelunda, Gotland |       | 57.754680, 18.416797 | 10094900060001 | Ladda upp en bild av detta fornminne      |
| Lummelunda 8:1   | Gravfält                         |              | Lummelunda, Gotland |       | 57.746791, 18.406390 | 10094900080001 | Ladda upp en bild av detta fornminne      |
| Lummelunda 8:2   | Fiskeläge                        |              | Lummelunda, Gotland |       | 57.746021, 18.405726 | 10094900080002 | Ladda upp en bild av detta fornminne      |
| Lummelunda 9:1   | Husgrund, förhistorisk/medeltida |              | Lummelunda, Gotland |       | 57.750577, 18.409669 | 10094900090001 | Ladda upp en bild av detta fornminne      |
| Lummelunda 10:1  | Gravfält                         |              | Lummelunda, Gotland |       | 57.754213, 18.426514 | 10094900100001 | Ladda upp en bild av detta fornminne      |
| Lummelunda 11:1  | Stensättning                     |              | Lummelunda, Gotland |       | 57.734214, 18.408878 | 10094900110001 | Ladda upp en bild av detta fornminne      |
| Lummelunda 15:1  | Röse                             |              | Lummelunda, Gotland |       | 57.732166, 18.413974 | 10094900150001 | Ladda upp en bild av detta fornminne      |
| Lummelunda 16:1  | Röse                             |              | Lummelunda, Gotland |       | 57.733620, 18.414579 | 10094900160001 | Ladda upp en bild av detta fornminne      |
| Lummelunda 17:1  | Stensättning                     |              | Lummelunda, Gotland |       | 57.734110, 18.413720 | 10094900170001 | Ladda upp en bild av detta fornminne      |
| Lummelunda 17:2  | Stensättning                     |              | Lummelunda, Gotland |       | 57.733969, 18.413722 | 10094900170002 | Ladda upp en bild av detta fornminne      |
| Lummelunda 18:1  | Gravfält                         |              | Lummelunda, Gotland |       | 57.739251, 18.417723 | 10094900180001 | Ladda upp en bild av detta fornminne      |
| Lummelunda 20:1  | Gravfält                         |              | Lummelunda, Gotland |       | 57.740761, 18.416673 | 10094900200001 | Ladda upp en bild av detta fornminne      |
| Lummelunda 21:1  | Stensättning                     |              | Lummelunda, Gotland |       | 57.740639, 18.424791 | 10094900210001 | Ladda upp en bild av detta fornminne      |
| Lummelunda 21:2  | Stensättning                     |              | Lummelunda, Gotland |       | 57.740882, 18.424851 | 10094900210002 | Ladda upp en bild av detta fornminne      |
| Lummelunda 22:1  | Stensättning                     |              | Lummelunda, Gotland |       | 57.742949, 18.429351 | 10094900220001 | Ladda upp en bild av detta fornminne      |
| Lummelunda 22:2  | Röse                             |              | Lummelunda, Gotland |       | 57.743009, 18.429083 | 10094900220002 | Ladda upp en bild av detta fornminne      |
| Lummelunda 23:1  | Gravfält                         |              | Lummelunda, Gotland |       | 57.742184, 18.430168 | 10094900230001 | Ladda upp en bild av detta fornminne      |
| Lummelunda 24:1  | Stensättning                     |              | Lummelunda, Gotland |       | 57.741644, 18.430437 | 10094900240001 | Ladda upp en bild av detta fornminne      |
| Lummelunda 26:1  | Gravfält                         |              | Lummelunda, Gotland |       | 57.732614, 18.428239 | 10094900260001 | Ladda upp en bild av detta fornminne      |
| Lummelunda 28:1  | Stensättning                     |              | Lummelunda, Gotland |       | 57.741705, 18.421393 | 10094900280001 | Ladda upp en bild av detta fornminne      |
| Lummelunda 29:1  | Stensättning                     |              | Lummelunda, Gotland |       | 57.741335, 18.421001 | 10094900290001 | Ladda upp en bild av detta fornminne      |
| Lummelunda 30:1  | Stensättning                     |              | Lummelunda, Gotland |       | 57.762091, 18.428100 | 10094900300001 | Ladda upp en bild av detta fornminne      |
| Lummelunda 30:2  | Stensättning                     |              | Lummelunda, Gotland |       | 57.761948, 18.427965 | 10094900300002 | Ladda upp en bild av detta fornminne      |
| Lummelunda 31:1  | Gravfält                         |              | Lummelunda, Gotland |       | 57.732623, 18.407608 | 10094900310001 | Ladda upp en bild av detta fornminne      |
| Lummelunda 32:1  | Stensättning                     |              | Lummelunda, Gotland |       | 57.731774, 18.408324 | 10094900320001 | Ladda upp en bild av detta fornminne      |
| Lummelunda 33:1  | Stensättning                     |              | Lummelunda, Gotland |       | 57.768682, 18.431168 | 10094900330001 | Ladda upp en bild av detta fornminne      |
| Lummelunda 34:1  | Gravfält                         |              | Lummelunda, Gotland |       | 57.768431, 18.431981 | 10094900340001 | Ladda upp en bild av detta fornminne      |
| Lummelunda 35:1  | Gravfält                         |              | Lummelunda, Gotland |       | 57.768405, 18.417692 | 10094900350001 | Ladda upp en till bild av detta fornminne |
| Lummelunda 36:1  | Stensättning                     |              | Lummelunda, Gotland |       | 57.772047, 18.420060 | 10094900360001 | Ladda upp en bild av detta fornminne      |
| Lummelunda 37:1  | Husgrund, förhistorisk/medeltida |              | Lummelunda, Gotland |       | 57.766646, 18.467936 | 10094900370001 | Ladda upp en bild av detta fornminne      |
| Lummelunda 41:1  | Husgrund, förhistorisk/medeltida |              | Lummelunda, Gotland |       | 57.769411, 18.447672 | 10094900410001 | Ladda upp en bild av detta fornminne      |
| Lummelunda 42:1  | Husgrund, förhistorisk/medeltida |              | Lummelunda, Gotland |       | 57.770417, 18.467678 | 10094900420001 | Ladda upp en bild av detta fornminne      |
| Lummelunda 43:1  | Husgrund, förhistorisk/medeltida |              | Lummelunda, Gotland |       | 57.767110, 18.456349 | 10094900430001 | Ladda upp en bild av detta fornminne      |
| Lummelunda 44:1  | Husgrund, förhistorisk/medeltida |              | Lummelunda, Gotland |       | 57.765609, 18.432630 | 10094900440001 | Ladda upp en bild av detta fornminne      |
| Lummelunda 44:2  | Husgrund, förhistorisk/medeltida |              | Lummelunda, Gotland |       | 57.765344, 18.432583 | 10094900440002 | Ladda upp en bild av detta fornminne      |
| Lummelunda 46:1  | Stensättning                     |              | Lummelunda, Gotland |       | 57.759514, 18.431541 | 10094900460001 | Ladda upp en bild av detta fornminne      |
| Lummelunda 49:1  | Stensättning                     |              | Lummelunda, Gotland |       | 57.738418, 18.432838 | 10094900490001 | Ladda upp en bild av detta fornminne      |
| Lummelunda 50:1  | Stensättning                     |              | Lummelunda, Gotland |       | 57.739415, 18.431112 | 10094900500001 | Ladda upp en bild av detta fornminne      |
| Lummelunda 50:2  | Stensättning                     |              | Lummelunda, Gotland |       | 57.739298, 18.431361 | 10094900500002 | Ladda upp en bild av detta fornminne      |
| Lummelunda 51:1  | Husgrund, förhistorisk/medeltida |              | Lummelunda, Gotland |       | 57.754159, 18.429593 | 10094900510001 | Ladda upp en bild av detta fornminne      |
| Lummelunda 57:1  | Hög                              |              | Lummelunda, Gotland |       | 57.775807, 18.439479 | 10094900570001 | Ladda upp en bild av detta fornminne      |
| Lummelunda 57:2  | Stensättning                     |              | Lummelunda, Gotland |       | 57.775708, 18.439619 | 10094900570002 | Ladda upp en bild av detta fornminne      |
| Lummelunda 58:1  | Hällristning                     |              | Lummelunda, Gotland |       | 57.770209, 18.437468 | 11100000000980 | Ladda upp en bild av detta fornminne      |
| Lummelunda 60:1  | Stensättning                     |              | Lummelunda, Gotland |       | 57.750494, 18.424170 | 10094900600001 | Ladda upp en bild av detta fornminne      |
| Lummelunda 62:1  | Gravfält                         |              | Lummelunda, Gotland |       | 57.759450, 18.415723 | 10094900620001 | Ladda upp en bild av detta fornminne      |
| Lummelunda 63:1  | Röse                             |              | Lummelunda, Gotland |       | 57.759181, 18.416407 | 10094900630001 | Ladda upp en bild av detta fornminne      |
| Lummelunda 64:1  | Stensättning                     |              | Lummelunda, Gotland |       | 57.759059, 18.418018 | 10094900640001 | Ladda upp en bild av detta fornminne      |
| Lummelunda 65:1  | Röse                             |              | Lummelunda, Gotland |       | 57.759692, 18.416924 | 10094900650001 | Ladda upp en bild av detta fornminne      |
| Lummelunda 66:1  | Röse                             |              | Lummelunda, Gotland |       | 57.758637, 18.418704 | 10094900660001 | Ladda upp en bild av detta fornminne      |
| Lummelunda 67:1  | Stensättning                     |              | Lummelunda, Gotland |       | 57.757232, 18.413588 | 10094900670001 | Ladda upp en bild av detta fornminne      |
| Lummelunda 67:2  | Stensättning                     |              | Lummelunda, Gotland |       | 57.757166, 18.413531 | 10094900670002 | Ladda upp en bild av detta fornminne      |
| Lummelunda 67:3  | Stensättning                     |              | Lummelunda, Gotland |       | 57.757109, 18.413439 | 10094900670003 | Ladda upp en bild av detta fornminne      |
| Lummelunda 67:4  | Stensättning                     |              | Lummelunda, Gotland |       | 57.757055, 18.413345 | 10094900670004 | Ladda upp en bild av detta fornminne      |
| Lummelunda 68:1  | Stensättning                     |              | Lummelunda, Gotland |       | 57.756335, 18.412879 | 10094900680001 | Ladda upp en bild av detta fornminne      |
| Lummelunda 75:1  | Gravfält                         |              | Lummelunda, Gotland |       | 57.743317, 18.423308 | 10094900750001 | Ladda upp en bild av detta fornminne      |
| Lummelunda 76:1  | Stensättning                     |              | Lummelunda, Gotland |       | 57.742664, 18.426383 | 10094900760001 | Ladda upp en bild av detta fornminne      |
| Lummelunda 77:1  | Stenkammargrav                   |              | Lummelunda, Gotland |       | 57.742520, 18.428219 | 10094900770001 | Ladda upp en bild av detta fornminne      |
| Lummelunda 78:1  | Gravfält                         |              | Lummelunda, Gotland |       | 57.735562, 18.411832 | 10094900780001 | Ladda upp en bild av detta fornminne      |
| Lummelunda 87:1  | Gravfält                         |              | Lummelunda, Gotland |       | 57.765009, 18.415516 | 10094900870001 | Ladda upp en till bild av detta fornminne |
| Lummelunda 89:1  | Hällristning                     |              | Lummelunda, Gotland |       | 57.747071, 18.434528 | 11100000000647 | Ladda upp en bild av detta fornminne      |
| Lummelunda 89:2  | Hällristning                     |              | Lummelunda, Gotland |       | 57.747071, 18.434528 | 11100000000648 | Ladda upp en bild av detta fornminne      |
| Lummelunda 90:1  | Hällristning                     |              | Lummelunda, Gotland |       | 57.742279, 18.435859 | 11100000000649 | Ladda upp en bild av detta fornminne      |
| Lummelunda 91:1  | Hällristning                     |              | Lummelunda, Gotland |       | 57.734318, 18.426697 | 11100000000650 | Ladda upp en bild av detta fornminne      |
| Lummelunda 107:1 | Stensättning                     |              | Lummelunda, Gotland |       | 57.786023, 18.433931 | 12000000010231 | Ladda upp en bild av detta fornminne      |
| Lummelunda 109:1 | Stensättning                     |              | Lummelunda, Gotland |       | 57.750170, 18.411766 | 12000000010232 | Ladda upp en bild av detta fornminne      |
| Lummelunda 109:2 | Stensättning                     |              | Lummelunda, Gotland |       | 57.750246, 18.411935 | 12000000010233 | Ladda upp en bild av detta fornminne      |
| Lummelunda 110:1 | Bildristning                     |              | Lummelunda, Gotland |       | 57.744784, 18.420289 | 12000000010234 | Ladda upp en bild av detta fornminne      |
| Lummelunda 115:1 | Stensättning                     |              | Lummelunda, Gotland |       | 57.764786, 18.425708 | 12000000010228 | Ladda upp en bild av detta fornminne      |
| Lummelunda 126:1 | Stensättning                     |              | Lummelunda, Gotland |       | 57.771943, 18.460690 | 12000000010214 | Ladda upp en bild av detta fornminne      |